# Régimen fluvial

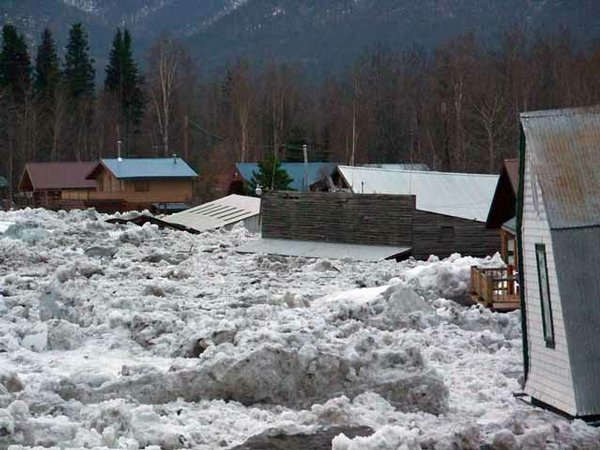
Las aguas y los hielos del río Yukón se desbordan junto a la población de Eagle, en Alaska, debido a un aumento brusco de la temperatura y al derretimiento de gran cantidad de hielo que estaba represando el caudal del río. Un ejemplo clásico del régimen de deshielo que se explica aquí.

El régimen fluvial es el comportamiento del caudal de agua en promedio que lleva un río en cada mes a lo largo del año. Depende del régimen pluviométrico, pero también de la temperatura de la cuenca (que determina la mayor o menor evaporación), del relieve (en especial, de las pendientes), la geología, la vegetación y la acción humana. El régimen fluvial también debe incluir los valores extremos en la meteorología de la cuenca, en especial, la frecuencia de crecidas y estiaje y el módulo con sus desviaciones, con el objetivo de realizar las obras de infraestructura adecuadas.

## Caudal
El caudal de un río es la cantidad o volumen de agua que pasa por una sección determinada en un tiempo dado, generalmente cada segundo. El caudal, pues, está en función de la sección (metros cuadrados) a atravesar por la velocidad a la que atraviese la sección en metros/segundo. Se expresa en litros o metros cúbicos por segundo (l/s o m³/s). El problema es determinar la velocidad, ya que es variable para cada punto del cauce, y aunque se pueden usar métodos de aproximación lo normal es considerar los datos ofrecidos por las estaciones de aforo como las instaladas por las confederaciones hidrográficas en España, que ofrecen periódicamente sus datos, o las que hay en otros países, tanto por instituciones públicas como privadas. 
Se llama estiaje al menor caudal de un río, situación que suele repetirse, por lo general, todos los años en la misma época, especialmente en los países de las zonas templadas cuyas precipitaciones están determinadas por el ritmo de las estaciones. Este término procede de estío que significa verano ya que el idioma español se desarrolló en un país de clima mediterráneo, donde la época de aguas bajas en los ríos corresponde con el verano. De España, el concepto de verano térmico pasó a lo que podríamos llamar verano pluviométrico, ya que en la zona intertropical de América estamos hablando de climas isotermos, donde las distintas estaciones del año se distinguen por la mayor o menor cantidad de lluvias y no por su temperatura.
Y se llama crecida o creciente a la época o momento de mayor caudal. Las grandes crecidas de caudal de los ríos tienen que ver con la meteorología en mucho mayor grado que con la climatología. Estas grandes crecidas, aunadas a otros fenómenos, pueden dar paso a inundaciones, modificaciones del cauce (como la exageración de los meandros o por el cambio de curso) y modificación del relieve por erosión o sedimentación en la cuenca. Las grandes crecidas en los ríos suelen también señalarse como avenidas. Y las grandes crecidas en breves lapsos de tiempo suelen llevar el nombre de riadas (en el caso de ríos) o inundaciones relámpago en el caso de arroyos, torrentes o ramblas.

## Módulo y abundancia cortical
La abundancia cortical es el porcentaje medio de un elemento en la corteza terrestre. En hidrología la abundancia es la cantidad de agua que lleva un río en un punto concreto, se llama módulo y se mide en m (módulo absoluto). El módulo es la media aritmética de los caudales observados en un período determinado, por lo general, con un lapso mínimo de 30 años. En realidad módulo y caudal son sinónimos. 
El módulo relativo o específico es la relación existente entre el módulo absoluto y la superficie de la cuenca, y se expresa en m³/s/km² o l/s/km². 
- {\displaystyle {\mbox{Mr}}={\frac {\mbox{M}}{\mbox{S}}}}

{\displaystyle {Mr}} = Módulo relativo
{\displaystyle M} = Módulo en m³/s o l/s
{\displaystyle S} = Superficie de la cuenca en km²
Se considera que si el módulo relativo es inferior a 5 m³/s/km² hay escasez, si está entre 5 y 15 m³/s/km² son los valores medios y por encima de 15 m²/s/km² son valores elevados, aunque ello depende en gran manera de las características del clima y de otros factores predominantes en la cuenca del río de que se trate. 
Para hacer las operaciones siguientes es preferible usar el módulo expresado en litros por segundo (l/s) para lo cual hay que multiplicar por 1000 los metros cúbicos: 3 m³/s = 3000 l/s

## Escorrentía
Se llama escorrentía a la lámina de agua que circula en una cuenca de drenaje, es decir la altura en milímetros de agua de lluvia escurrida y extendida uniformemente. Normalmente se considera como la precipitación menos la evapotranspiración real. 

### Índice de escorrentía
Si se conoce Mr, el caudal relativo (módulo relativo) del río se puede obtener el índice de escorrentía multiplicándolo por un valor constante: 31,557 
{\displaystyle {Ie}={Mr}\times 31,557}
{\displaystyle {Ie}} = Índice de escorrentía expresado en [mm/año · km²]

### Coeficiente de escorrentía
Se llama coeficiente de escorrentía a la relación entre el índice de escorrentía y la precipitación anual. Indica qué porcentaje de la precipitación anual circula, de media. 
- {\displaystyle {\mbox{Ce}}={\frac {\mbox{Ie}}{\mbox{Pmm}}}}

O expresado en tantos por ciento: 
- {\displaystyle {\mbox{Ce}}={\frac {\mbox{Ie}}{\mbox{Pmm}}}\times 100}

Ce = Coeficiente de escorrentía
Ie = Índice de escorrentía
Pmm = Precipitaciones anuales en milímetros
Cuando se habla de la cantidad de lluvia que resbala sobre un material determinado lo llamamos factor de impermeabilidad, que es diferente para cada uno de ellos; por ejemplo: pizarra (0,70-0,95); grava de carretera (0,15-0,30); césped (0,05-0,03).

### Índice de evaporación
Se llama índice de evaporación a la diferencia entre la altura de la lluvia y el índice de escorrentía. 
- Iev = Pmm - Ie

Iev = Índice de evaporación
Ie = Índice de escorrentía
Pmm = Precipitaciones anuales en milímetros

## Irregularidad
Se llama irregularidad de un río a las variaciones entre los valores extremos del caudal que se registran. Se expresa por medio del coeficiente de irregularidad, que se obtiene dividiendo el caudal máximo por el mínimo. 
- {\displaystyle {\mbox{Ci}}={\frac {\mbox{Cmax}}{\mbox{Cmin}}}}

Ci = Coeficiente de irregularidad
Cmax = Caudal máximo
Cmin = Caudal mínimo
Los valores bajos indican un régimen constante y los altos grandes irregularidades. Existe una correspondencia directa entre la aridez del clima y la irregularidad del régimen fluvial: los ríos de las zonas de clima ecuatorial presentan un caudal abundante y una oscilación del régimen relativamente escasa. Por el contrario, en los ríos de las regiones de clima árido, las fluctuaciones del caudal de los ríos son muy grandes y violentas. En España, por ejemplo, el río Miño tiene un régimen casi constante, con caudal abundante y escasa variaciones. En cambio, el Júcar, con una cuenca ubicada en un clima más árido, presenta mayores irregularidades: de hecho, es el río con el máximo caudal alcanzado en toda la península ibérica aunque en promedio tiene un caudal muy inferior al del Miño.

## Régimen estacional
Desde el punto de vista geográfico el régimen estacional es el elemento más expresivo de la hidrología. Refleja todos los factores que afectan a la red fluvial y es lo que permite establecer la clasificación de los ríos según su tipo de alimentación. 
Para estudiar el régimen estacional hemos de recurrir a los caudales medios mensuales, que se obtienen con los datos recogidos en las estaciones de aforo. También necesitamos saber el módulo. Con estos datos podemos elaborar el coeficiente de caudal, resultante de dividir la media mensual del caudal entre el módulo. 
- {\displaystyle {\mbox{Cc}}={\frac {\mbox{Cm}}{\mbox{M}}}}

Cc = Coeficiente del caudal
Cm = Caudal mensual medio
M = Módulo
Con estos datos se elaboran unos gráficos que nos permiten conocer las características de alimentación de los ríos, y comparar cursos fluviales entre sí. 

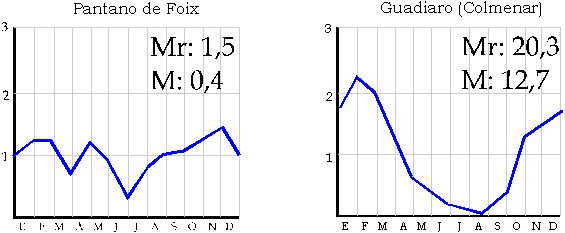
M = Módulo absoluto en m³; Mr = Módulo relativo en m³

Si trasladamos los resultados de cada estación de aforo, para un mes sobre un mapa podemos unir con una curva los resultados iguales. El valor 1 marca el punto de inflexión entre aguas altas y aguas bajas. Normalmente da un índice entre 0,1 y 3, el 1 corresponde al mes que circula en la media, el 2 al doble de la media y el tres al triple.

### Régimen de deshielo
Existe un caso especial de estacionalidad del régimen fluvial: se trata de los ríos de régimen nival o de deshielo, en los que las crecidas siempre son muy violentas y se presentan en un período corto del año, cuando las temperaturas medias sobrepasan los 0º. Los ríos rusos y, sobre todo, en el caso de Siberia, las inundaciones provocadas por el deshielo dejen sin caminos a enormes extensiones: se trata de la rasputitsa o ausencia de caminos. En Siberia, al deshielo de primavera se une el hecho de que los ríos (el Obi con su afluente el Irtish, el Yeniséi y el Lena, que son ríos muy largos y caudalosos), van a desembocar en el Océano Ártico con lo que se produce una enorme progresión de las crecidas ya que comienza a derretirse el hielo y la nieve primero en la cuenca superior que se encuentra más al sur, mientras que en el norte, todavía se encuentra el suelo congelado. A medida que avanza el deshielo hacia el norte, se va uniendo a los hielos que se van derritiendo y aumentando el caudal de los ríos. Como consecuencia de este proceso el Yenisei, por ejemplo, llega a tener unos 50 km de anchura cerca de su desembocadura. También el Danubio en su cuenca superior, su afluente el Tisza, el Elba, el Vístula, el Volga y casi todos los ríos de la Europa Central y Oriental, así como los de América del Norte (Yukón, Mackenzie, San Lorenzo, etc.) tienen crecidas muy intensas en primavera (en especial, el Yukón y el Mackenzie).

## Balance hídrico
El balance hídrico es la relación existente entre la evapotranspiración real, la precipitación, la escorrentía y el almacenamiento superficial subterráneo o infiltración. La infiltración puede ser positiva o negativa. 
- P = E + I + Et

P = precipitaciones
E = escorrentía
I = infiltración
Et = Evapotranspiración